# Нова Траянова дорога

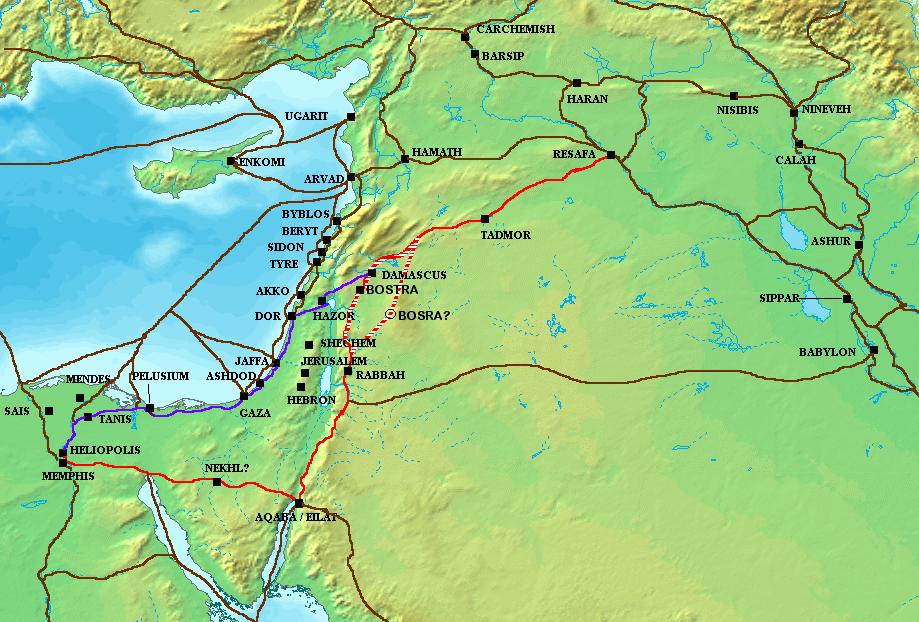
Римські дороги на Близькому сході.
(Нова Траянова дорога - червоний колір)

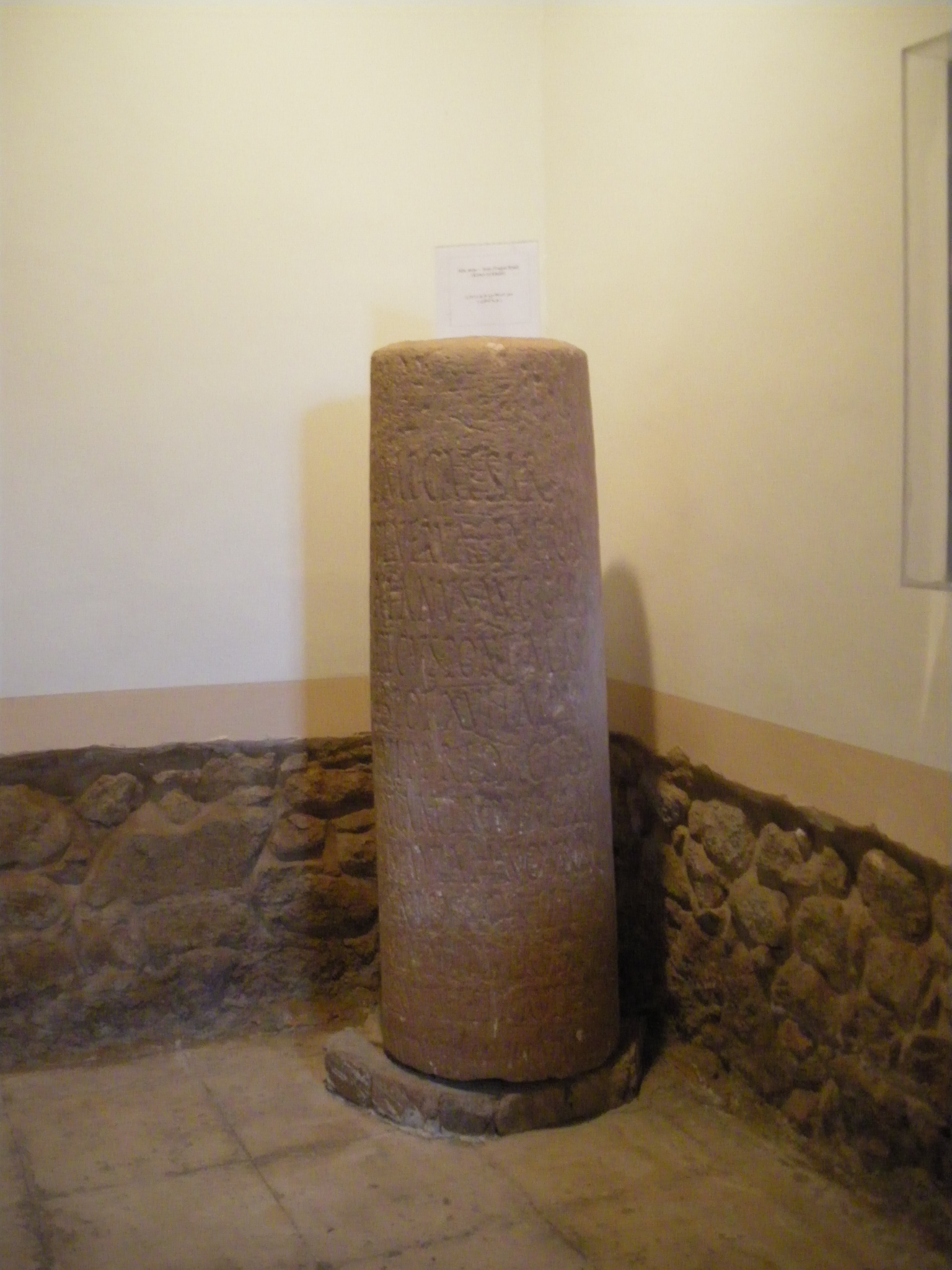
Перший міліарій Нової Траянової дороги
(Археологічний музей Акаби)

Нова Траянова дорога (лат. Via Traiana Nova, відома також під назвою Via Regia)  — римська дорога, відремонтована  імператором Траяном між 111 та 114 роками н.е.. Отримала назву Нова, щоб уникнути плутанини з Траяновою дорогою в Італії.
Мала довжину близько 270 миль (360 км) і зв'язувала Елану (лат. Aelana, зараз Ейлат) на узбережжі Червоного моря з фортецею Босра.
Дорога являла собою бруківку шириною в сім метрів і була однією з найважливіших шосейних доріг на всьому Близькому Сході. Паралельно з цією магістраллю була побудована ешелонована система спостереження з маленькими фортецями, баштами і сигнальними станціями. Їх завдання полягало у контролі над караванними шляхами і оазами в прикордонній зоні і в спостереженні за всією караванною торгівлею.
Її продовженням була дорога Діоклетіана, збудована через 2 століття за правління імператора Діоклетіана, що зв'язувала Босру з Євфратом.